# IC 1318B
IC 1318B је емисиона маглина у сазвјежђу Лабуд која се налази на листи објеката дубоког неба у Индекс каталогу.
Деклинација објекта је + 40° 0' 0" а ректасцензија 20h 27m 54,0s.